# 南石動站
南石動站（日语：／ Minami-Isurugi eki */?）是位於富山縣小矢部市綾子，加越能鐵道加越線的鐵路車站（廢站）。

## 歷史
- 1957年（昭和32年）8月1日：在石動站至四日町站之間開設此站[1]。
- 1972年（昭和47年）9月16日：加越線廢除，此站也被廢除[2]。

## 相鄰車站
加越能鐵道
加越線
石動－南石動－四日町

## 注腳
1. ↑  小矢部市史編集委員會編《小矢部市史 下卷》，1971年（昭和46年）8月，小矢部市
2. ↑  今尾惠介《日本鐵道旅行地圖帳》6號北信越（新潮社、2008年）p.33

## 相關項目
- 日本鐵路車站列表 Mi